# Pheroliodes uruguayensis
Pheroliodes uruguayensis är en kvalsterart som beskrevs av Pérez-Íñigo och Sarasola 1995. Pheroliodes uruguayensis ingår i släktet Pheroliodes och familjen Pheroliodidae. Inga underarter finns listade i Catalogue of Life.